# Harrison, New York
Harrison är en ort i Westchester County i delstaten New York, USA.